# Jeździec polski

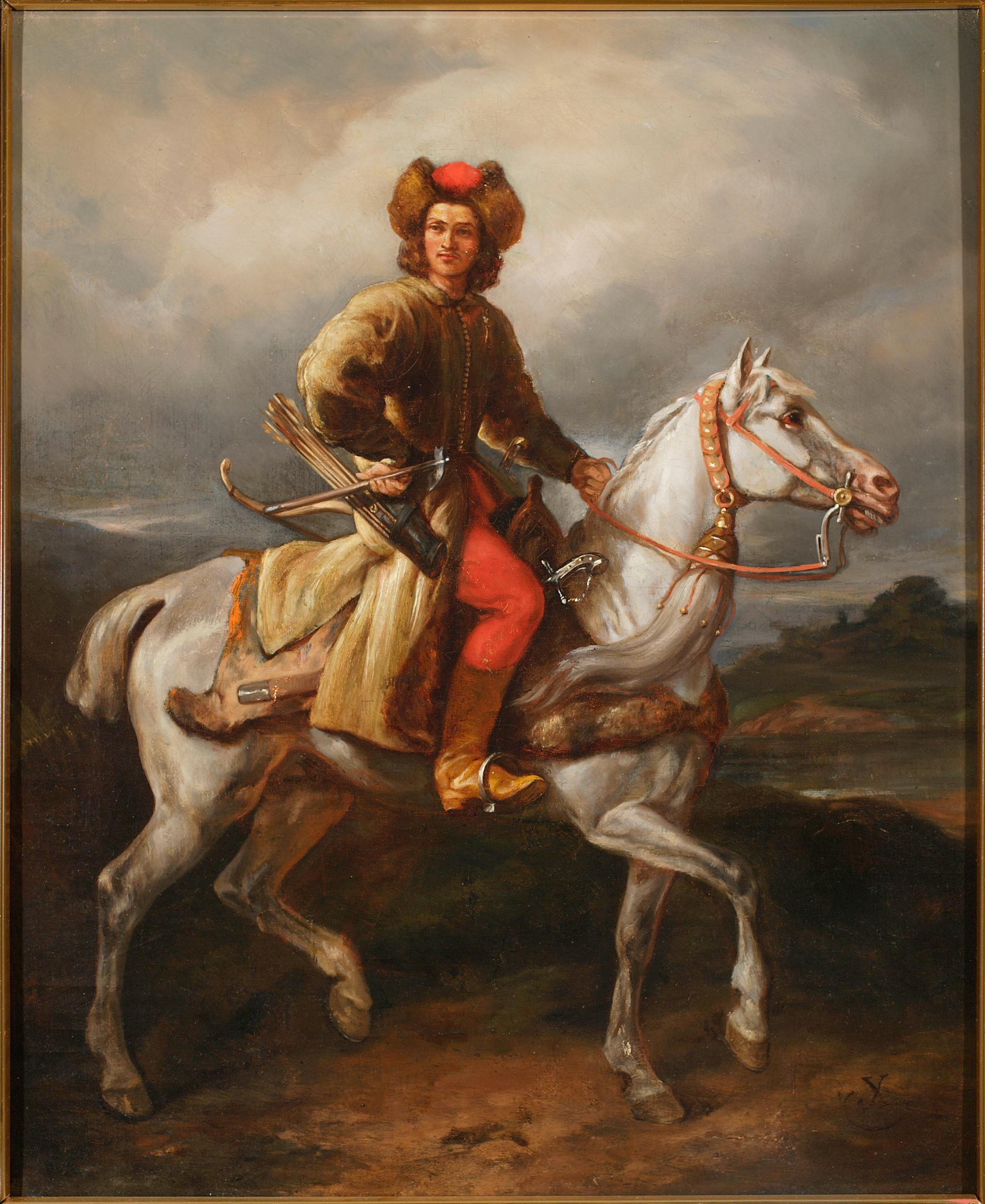
Obraz Juliusza Kossaka Lisowczyk będący kopią obrazu Rembrandta

Jeździec polski lub Lisowczyk – jeden z dwóch portretów konnych w twórczości Rembrandta powstały w 1655. Obecnie ozdoba Kolekcji Fricka w Nowym Jorku.
Autorstwo Rembrandta zostało potwierdzone badaniami uczonych z Rembrandt Research Project i nie budzi wątpliwości. Dzieło jest przykładem mistrzowskiego, dojrzałego stylu holenderskiego malarza i jednym z zaledwie dwóch znanych konnych portretów w jego twórczości. Do dziś nie wiadomo jednak, kogo przedstawia Jeździec polski, zwany również Lisowczykiem, żołnierza konkretnej formacji (lisowczyka), starotestamentowego albo literackiego bohatera czy też konkretną postać. Zagadkowość obrazu i jego niezwykły, poetycki nastrój, w równej mierze jak jego czysto malarskie walory – mistrzowska, typowo Rembrandtowska technika prowadzenia pędzla i wyrafinowana tonacja barwna – zadecydowały o niezwykłej popularności dzieła.
Obraz nabył w Amsterdamie około 1790–1793 Michał Kleofas Ogiński (polski poseł w Holandii) lub Michał Kazimierz Ogiński (hetman wielki litewski) dla króla Stanisława Augusta Poniatowskiego, który umieścił go w pałacu w Łazienkach. Po abdykacji monarchy obraz nabył od niego Franciszek Ksawery Drucki Lubecki, w 1815 dzieło znalazło się w rękach biskupa wileńskiego Hieronima Stroynowskiego, po jego śmierci – w rodzinie Stroynowskich, a ostatecznie ozdobiło galerię rodziny Tarnowskich w pałacu w Dzikowie.
W 1910 hr. Zdzisław Tarnowski sprzedał obraz Henry’emu Clayowi Frickowi, amerykańskiemu przemysłowcowi i kolekcjonerowi sztuki, który nabył go za radą angielskiego krytyka sztuki Rogera Frya. Sprzedaż arcydzieła Rembrandta za granicę spotkała się ze stanowczym sprzeciwem i powszechną krytyką polskiej opinii publicznej.
Dzieło zawisło w nowojorskiej rezydencji Fricka przy Fifth Avenue na Manhattanie – wśród dzieł m.in. Belliniego, Vermeera, Goi i Fragonarda.

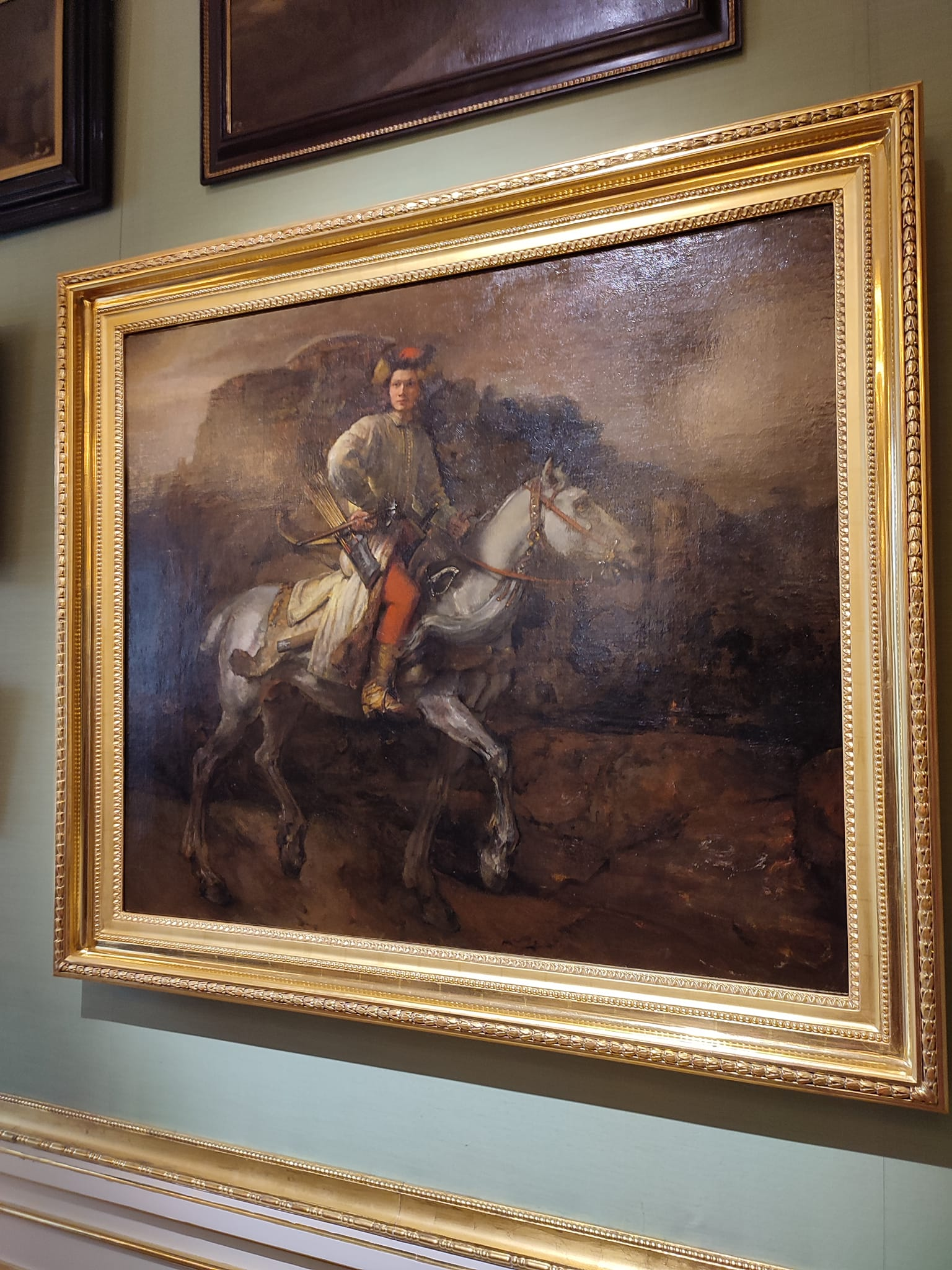
Jeździec polski w czasie ekspozycji w Pałacu na Wyspie Łazienkach Królewskich w Warszawie w maju 2022 r.

Od 6 maja do 7 sierpnia 2022 obraz wystawiany jest w pałacu Na Wyspie w Łazienkach Królewskich w Warszawie, a od 18 sierpnia do 16 października 2022 w Zamku Królewskim na Wawelu w Krakowie.

## Opis
Jeździec nosi strój określany mianem „polski lub wschodni”: kołpak – szpiczastą czapkę bez daszka pochodzenia mongolskiego z lisiego, wilczego, lub rysiego futra, zielony pikowany jedwabny żupan pełniący rolę miękkiej zbroi, obcisłe czerwone spodnie i żółte skórzane buty z cholewami do połowy łydki. Lewą ręką prowadzi wodze konia, zaś w prawej dzierży nadziak. Przy siodle pod prawym kolanem ma przytroczoną szablę ciężką o rękojeści zamkniętej, a u lewego boku lekką o rękojeści otwartej. Ponadto ma u lewego boku łuk refleksyjny i kołczan ze strzałami z prawego boku. Pod siodłem rozpięta jest skóra drapieżnika, a koń ma na modę turecką zawieszony na ogłowiu buńczuk-podgardle.
Do dziś toczy się spór kogo przedstawia obraz. Według jednych jest to portret ostatniego Lisowczyka. Przemawia za tym wiarygodność ubioru i broni, co może oznaczać, że malarz korzystał z żywego modelu, a nie ze sztucznie dobranych rekwizytów lub wzorów graficznych. Z kolei historyk sztuki Jan Białostocki uważał, że tytuł miał być aluzją do osoby ariańskiego pisarza i myśliciela Jonasza Szlichtynga, polskiego emigranta, którego literacki pseudonim brzmiał „Eques Polonus”, czyli „Szlachcic” lub „Jeździec polski”. Do kolekcji króla Stanisława Augusta Poniatowskiego dzieło trafiło pod nazwą „Kozak na koniu”.
Juliusz Kossak namalował kopię tego obrazu pod tytułem Lisowczyk. Różnice polegają na tym, że jeździec Rembrandta nie ma wąsów, a szabla u jego lewego boku jest na obrazie Kossaka ledwie widoczna.

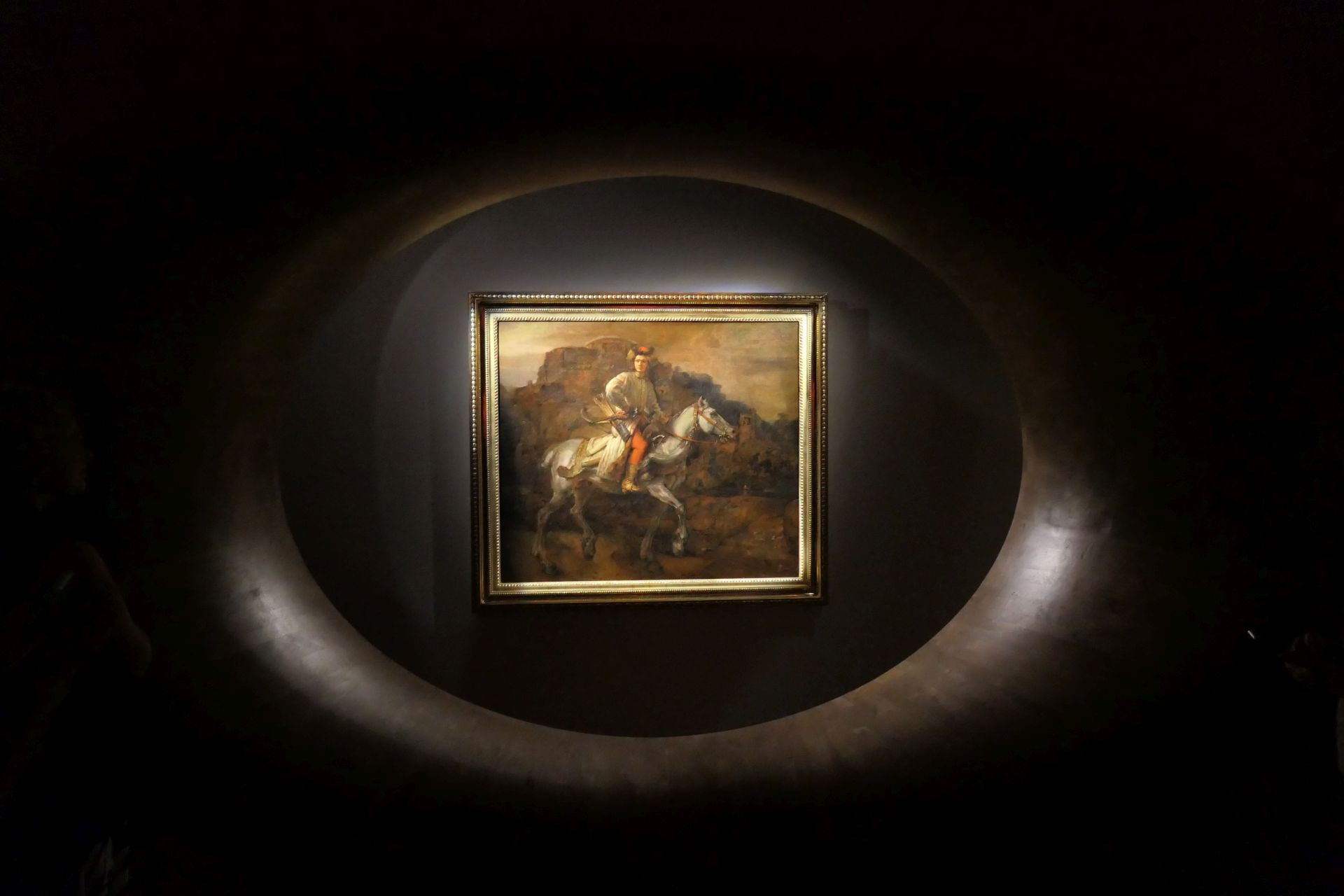
Jeździec polski lub Lisowczyk Rembrandta w czasie ekspozycji na Zamku Królewskim na Wawelu w sierpniu 2022 r. Fot. Mateusz Drożdż